# Unterseeboot 127 (1941)
Pour les articles homonymes, voir Unterseeboot 127.
Le Unterseeboot 127 (ou U-127) est un U-Boot (sous-marin) allemand de type IX.C utilisé par la Kriegsmarine pendant la Seconde Guerre mondiale.

## Historique
Mis en service le 24 mars 1941, l'U-127 reçoit sa formation de base à Wilhelmshaven en Allemagne au sein de la 2. Unterseebootsflottille jusqu'au 1er novembre 1941, il est affecté à la flottille de combat de la 2. Unterseebootsflottille, toujours à Wilhelmshaven.
Il quitte Kiel pour sa première patrouille le 29 novembre 1941. Après 17 jours en mer, l'U-127 est coulé le 15 décembre 1941 à l'ouest de Gibraltar à la position géographique de 36° 28′ N, 9° 12′ O par des charges de profondeur lancées par le destroyer australien HMAS Nestor.
Les 51 membres de l'équipage meurent dans cette attaque.

## Affectations successives
- 2. Unterseebootsflottille du 24 avril au 1er novembre 1941 (entrainement)
- 2. Unterseebootsflottille du 1er novembre au 15 décembre 1941 (service actif)

## Commandement
- Kapitänleutnant puis, Korvettenkapitän Bruno Hansmann du 24 avril 1941 au 15 décembre 1941

## Patrouilles
|       | Commandant            | Départ           | Départ | Arrivée          | Arrivée | Jours    | Succès |
| ----- | --------------------- | ---------------- | ------ | ---------------- | ------- | -------- | ------ |
| 1     | Kptlt. Bruno Hansmann | 29 novembre 1941 | Kiel   | 15 décembre 1941 | Coulé   | 17 jours |        |
| Total | Total                 | Total            | Total  | Total            | Total   | 17 jours | 0 t    |

Note : Kptlt. = Kapitänleutnant

### Opérations Wolfpack
L'U-127 a opéré avec les Wolfpacks (meutes de loup) durant sa carrière opérationnelle :
1. Seeräuber (14 décembre 1941 - 15 décembre 1941)

## Navires coulés
L'Unterseeboot U-127 n'a ni coulé, ni endommagé aucun navire au cours de l'unique patrouille (17 jours en mer) qu'il effectua.

### Sources
- (en) Cet article est partiellement ou en totalité issu de l’article de Wikipédia en anglais intitulé « German submarine U-127 (1941) » (voir la liste des auteurs).